# René-Prosper Tassin

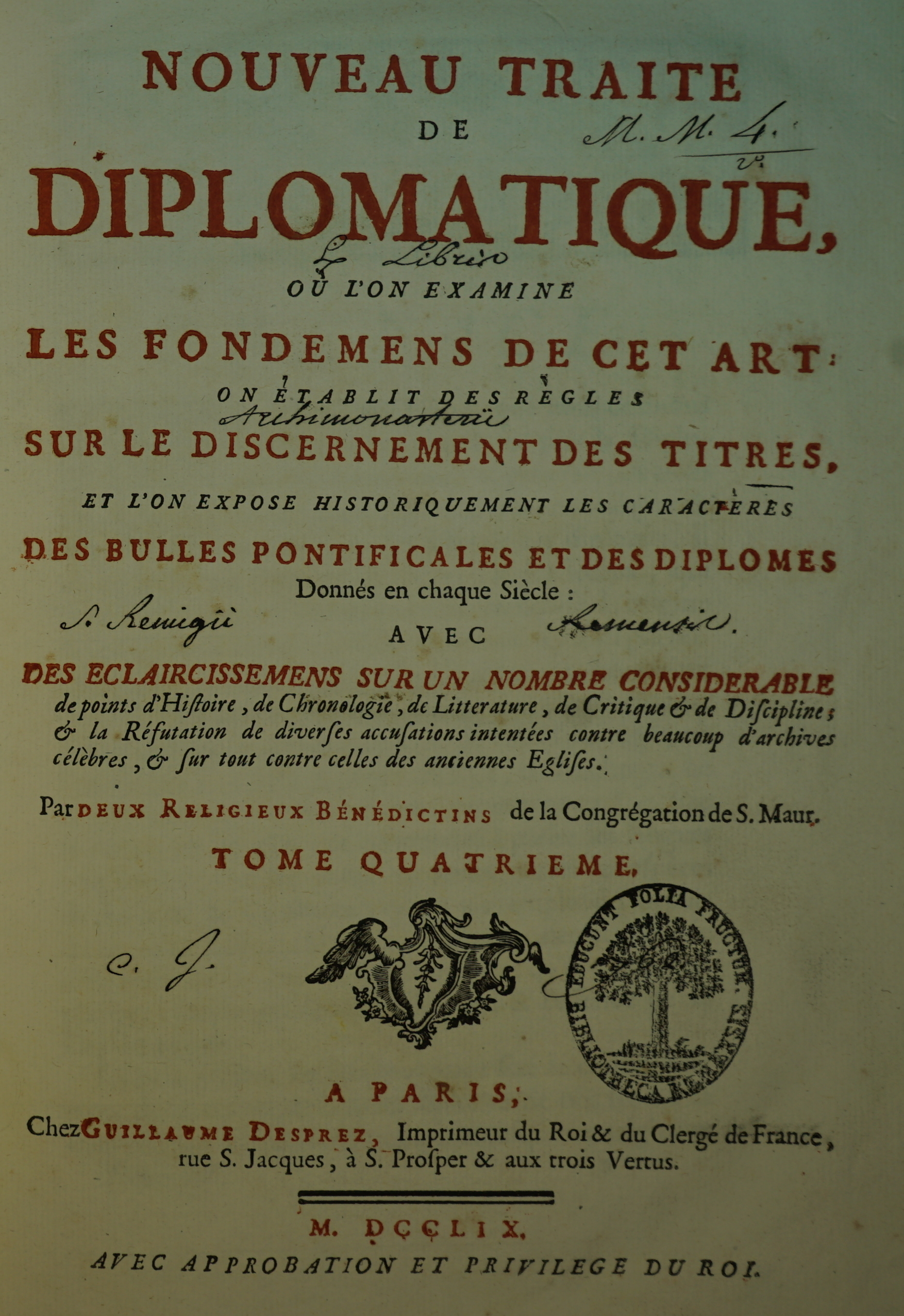
Titulní strana 4. dílu Tassinova a Toustainova Nouveau traité de diplomatique (1759)

René-Prosper Tassin (17. listopadu 1697, Lonlay-l’Abbaye – 10. září 1777, Paříž) byl francouzský historik, patřící do benediktinské kongregace svatého Maura.

## Život
Tassin se narodil v Lonlay v diecézi Le Mans. Řeholní sliby přijal v opatství Jumièges v roce 1718. Pojilo ho úzké přátelství s jeho náboženským bratrem Charlesem-Françoisem Toustainem (1700–1754), s nímž spolupracoval na novém vydání děl Theodorise Studijského, což je přivedlo ke společné návštěvě Říma. Jejich práce byla přerušena sporem mezi benediktinským opatstvím svatého Ouena a rouenskou kapitulou, kterou podporoval učený Jean Saas (1703–1774). Tassin a jeho přítel psali proti Saasovi na obranu svých bratrů.
Poté pobývali v opatství v Rouenu, kde zůstali až do roku 1747, kdy byli svým řádovým generálem povoláni do opatství Saint-Germain-des-Prés v Paříži. Aby obhájili pravost listin svého opatství, museli se důkladně zabývat diplomatikou, diplomy, listinami a dalšími úředními dokumenty, k čemuž položil základy Jean Mabillon (1632–1707) ve svém velkém latinském díle De re diplomatica libri VI (1681).
Na základě svých výzkumů sepsali své stěžejní dílo Nouveau traité de diplomatique, v šesti svazcích ve formátu quarto, které vyšly v letech 1750 až 1765. Toustain zemřel dříve, než byl zcela vytištěn druhý díl, a tak toto velké dílo dokončil Tassin. Tassin si však přál, aby jméno jeho přítele bylo spojeno s celým projektem, a proto jsou všechny svazky označeny jako dílo "dvou benediktinů".
Tassin později napsal svou Histoire littéraire de la Congrégation de Saint-Maur (Paříž a Brusel, 1770), vzorové dějiny obsahující životy a seznam děl, tištěných nebo rukopisných, všech učených autorů kongregace od jejího založení v roce 1618 až do jeho doby, včetně seznamu jejich tištěných nebo rukopisných děl. Několik Tassinových rukopisů se nachází v Bibliothéque nationale v Paříži. Tassin zemřel v Paříži.